# Fuji Fujichrome
Fujichrome ist eine Marke von Fujifilm Corporation und bezeichnet einen
- Schmalfilm, der um 1966 nach dem Kodachrome-Verfahren sowie ab 1975 nach dem Eastman Color-Verfahren hergestellt wurde, und
- diverse fotografische Diafilme:
  - Sensia für den Amateurbereich (Produktion 2010 eingestellt)
  - Velvia 50, 100 und 100F mit starker Farbsättigung und hoher Auflösung
  - Provia 100F und 400X mit neutraler Farbwirkung
  - Astia mit dezenteren Farben